# Архихристианский король
Архихристианский король (лат. rex christanissimus, фр. roi très chrétien) – почётный титул короля Франции.
В русском языке нет устойчивого перевода для такого именования короля Франции. Используется также и «архихристианское величество», «христианнейший» и «самый христианский король».
Вначале римские папы использовали превосходную степень christianissimus в качестве почётного знака, которым они именовали суверенов по своему выбору, но, начиная с Карла V, эта степень закрепилась единственно за королём Франции и его королевством.
При старом режиме, а затем во время реставрации предикат «sa majesté très chrétienne» (его архихристианское величество, и, в сокращённом виде, S.M.T.C.), так же, как титул «roi très chrétien» (архихристианский король) обозначал короля Франции, наравне с «le Très-Chrétien» («архихристианнейшество», перевод этого титулования требует уточнения).
Обращение «très chrétien» можно сравнить с обращением «Старший сын Церкви», также соответствующим королям Франции.
Как и последнее упомянутое обращение, его можно было применять равно к королю, к народу или к французской территории, и оно постепенно стало само по себе объектом славы, оправданием существования, несущее французам уверенность, что они составляют важный элемент божественного замысла в мировом порядке в течение времени.
Обращение «très chrétien» можно также сравнить с «très catholique» (самый католический), титулованием, закреплённым за королями и королевами Испании, как и «très fidèle» (самый верный), применяемый к монархам Португалии, и «très gracieux» (самый милостивый), зарезервированный за суверенами Британии.

## Король Франции, архихристианский король

### Использование выражения
Историк Эрве Пиното исследовал использования этого титула со времени меровингов и выделил несколько различных этапов.

#### Меровинги и Каролинги
Термин christianissimus давался папой Римским как франкским, так и прочим принцам, начиная с эпохи меровингов, а позднее, и майордому дворца Карла Мартелла и его наследникам. Карл Великий даровал его сам себе в капитулярии 802 года. Тем не менее, папская канцелярия также наделяет этим титулом императоров Константинопольских и королей Болгарских. Речь идёт о славном титуле, который предоставляется индивидуально, а не наследуется.

#### Прямые потомки Капета
Только при правлении прямых потомков Капета появляется мысль о том, что этот титул должен стать особенным для короля Франции. Во время борьбы за инвеституру папа римский даёт этот титул Людовику VII. Томас Бекет в своих письмах называет Людовика VII «архихристианским королём» в пику королю Англии. В булле 1214, папа римский пишет Филиппу II Августу: «среди всех светских принцев, ты выделяешься титулом христианским». Людовик IX, который был канонизирован ещё до конца XIII в. редко удостаивался этого звания. Филипп IV Красивый был первым королём, который повелел регулярно именовать себя архихристианским.

#### Валуа
До конца правления Карла V, папа зарезервировал этот титул строго за королём Франции, что Рауль де Пресль подчеркнул в 1375. Начиная с этой даты, французская королевская канцелярия также начинает связывать титул «архихристианский» с королём Франции, и Карл VI подтверждает: «Мы приняли решение закрепить это святейшее имя, завоёванное нашими предшественниками».
Папы Евгений IV, Николай V, Каликст III, Пий II рассматривали этот титул, как наследственный, полученный Карлом VII от своих предков, что подтверждает император Фридрих III, который пишет: «Ваши предки обеспечили вашем роду имя архихристианского в качестве патронима, который передаётся в качестве наследственного титула». Начиная с Павла II (1464) получателями папских писем именовались: «Моему дорогому сыну в Иисусе Христе, Людовику, архихристианскому королю Франции». Буллы и бреве, таким образом, на регулярной основе приняли эту формулировку. Так, Людовик XI является первым непрерывным восприемником подобного именования.
Во времена конфликтов между Карлом VIII, а затем и Людовиком XII и папством возникал вопрос об удалении этого титулования короля Франции, что прервалось только при появлении Льва X.

#### Бурбоны
- Бурбоны использовали титул так же, как их предшественник.
- Королева Франции обозначалась как королева архихристианская.
- Титул не использовался в самой Франции, кроме как на монетах и медалях, циркулировавших за границей. В договорах и конвенциях с иностранцами, королей Бурбонов титуловали архихристианскими королями Франции и Наварры. В договорах можно прочесть «Sa Majesté très chrétienne» : S.M.T.C. (его архихристианское величество).
- В XVI веке папы дали королю Испании титул «король католический»; В 1748 они дают титул «très fidèle» (наивернейший) королю Португалии.
- Короли Англии, а затем Великобритании, которые не ренонсировали официально свои притязания на корону Франции до 1801 г., предпочитали часто именоваться «король Франции, король архихристианский» при упоминании своего полного титула.
- Находясь в ссылке, Карл X записался «архихристианским» в книге регистрации австрийского постоялого двора, в графе «религия», в то время как его свита довольствовалась записаться католиками.

## Прерогативы архихристианского короля
Определённые религиозные ритуалы полагались только по отношению к королю Франции и взывали к его особенному статуту архихристианского короля, будь то в течение мессы, королевской церемонии омовения ног в Великий Четверг или церемонии исцеления золотушных.
- Король носил траур не чёрного, а фиолетового цвета, подобно епископам.
- При Бурбонах, и особенно при Людовике XIV, в ход литургии вставлялись дополнительные действия, которые были близки тем, что происходили при отправлении мессы в присутствии кардинала, митрополита или епархиального епископа. С точки зрения католических литургических норм, король Франции, с некоторыми исключениями, рассматривался в качестве епископа без своей церковной юрисдикции.
  - В начале мессы её отправитель сам подносил святую воду королю.
  - По окончании чтения Евангелия главный капеллан подносил его королю для целования.
  - В момент оффертория короля приветствовали тремя двойными ударами колокола непосредственно вслед за отправителем литургии, то есть, перед кардиналами, священниками и прочим присутствующим клиром.
  - Во время малой мессы в присутствии короля, двум коленопреклонённым клирикам следовало держать зажжённые факелы от момента окончания префации до момента поднесения Святых Даров, как это было предусмотрено в случаях, когда на малой мессе присутствовал епископ.
  - После окончания пения мессы отправитель подносил корпорал для поцелуя суверену: это действие не совершалось в обычном ходе церемонии отправителем мессы, но тесно связывало короля с жертвой, которая будет возобновлена в алтаре.
  - В соответствии с правилами римского Миссала, король Франции упоминался на каноне непосредственно вслед за епископом или епархиальным иереем.
  - В Версале, в определённой церкви, генуфлекторий короля помещался между двух рядов кресел лазаристов, то есть в литургическом хоре – месте, зарезервированном строго для клира. Эта прерогатива восходила к привилегии византийского императора, который один имел право пересекать границу пресвитерия.

## Схожие титулы
Монархи других европейских народов получали подобные титулы от римских пап.
- Венгрия: Апостольское величество (предоставлено около 1000 г.)
- Испания: Католическое величество (предоставлено в 1493)
- Англия: Защитник веры (предоставлено в 1521)
- Польша: Православный король (предоставлено в 1661)
- Португалия: Наивернейшее величество (предоставлено в 1748)